# Костадин Герасимов
Костадин (Константин) Герасимов е български търговец и общественик, деец на Българското възраждане в Македония. В по-късните си години започва да се гърчее.

## Биография
Костадин Герасимов, по произход от Охрид, през 60-те години на XIX век живее и работи в Солун. Търговец, в дългогодишни търговски отношения с братя Робеви; именно той ги съветва да открият магазин в града.
В Солун взима дейно участие в борбата за просвета на български език и в създаването и развитието на Солунската българска община. В 1868 година, във връзка с искане на руския консул в града нейни представители да се явят пред него, българите избират и формална община с членове Костадин Герасимов, Георги Кехая и Дядо Ичо от Бугариево, Йосиф Яковов и Петруш Шумков. Тази община си поръчва първия печат, състоящ се от четири части, а с дръжката – пет, всяка част се пазела от отделен член на общината и така печатът можел да бъде удрян само със съгласието на всичките пет души. Печатът бил с кръгла форма, с образите на светите братя Кирил и Методий и Светия Дух над тях; надписът околовръст гласял: „Българска църковна община въ Солунъ“. Този печат бил използван до октомври 1891 година, когато Зюхни паша го забранява.
Костадин Герасимов, чрез връзката си с братя Робеви, влиза в контакт и с цариградските българи. В 1869 година синът му Анестис Константину е обявен от Христо Тъпчилещов и д-р Стоян Чомаков за „агент на българите в Солун“, със задължение да ги уведомява за случващото се в града. Тази задача обаче явно се поема от бащата.
През 1869/70 година Костадин Герасимов се отказва от общината и е заместен от Насте Стоянов и Георги Карадаалията. След 1870 година фамилията се гърчее и си измисля гръцка родова история. В гръцките източници родът води началото си от кефалонийски капитан Герасимос.